# 나 이제 너를 잊으리
"나 이제 너를 잊으리"는 1992년에 개봉한 대한민국의 영화이다.

## 캐스팅
- 길용우 : 김충용 역
- 홍리나 : 유영란 역
- 하재영 : 승윤 부 역
- 상일환 : 최선주 역
- 강선영 : 강선영 역
- 이예민 : 충용 부 역
- 홍윤정 : 충용 모 역
- 박부양 : 영란 부 역
- 김혜연 : 영란 모 역
- 안진수 : 의사 1 역
- 이덕근 : 의사 2 역
- 박수현 : 순임 역
- 문철재 : 사내 역
- 박수미 : 미스 백 역
- 한보람
- 강보람
- 곽연근
- 원은혜